# José Mario Ruiz Navas

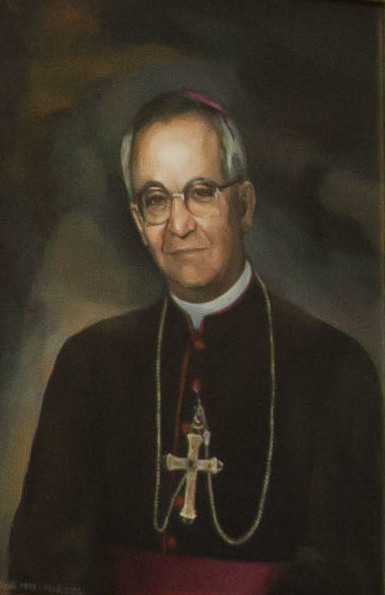
José Mario Ruiz Navas (2015)

José Mario Ruiz Navas (* 20. Juli 1930 in Pujilí, Provinz Cotopaxi; † 10. Dezember 2020 in Latacunga, Provinz Cotopaxi) war ein ecuadorianischer Geistlicher und römisch-katholischer Erzbischof von Portoviejo. Von 1993 bis 2002 war er Präsident der ecuadorianischen Bischofskonferenz.

## Leben
José Mario Ruiz Navas empfing am 17. April 1954 in Rom die Priesterweihe. Sein Philosophiestudium absolvierte er am Hauptseminar in San José in Quito und seine Studien in Theologie, Kirchenrecht und Sozialwissenschaften an der Päpstlichen Universität Gregoriana in Rom. Nach seiner Rückkehr aus Rom im Jahr 1959 beauftragte ihn die Bischofskonferenz mit der Organisation des Generalsekretariats unter der Leitung von Kardinal Bernardino Echeverría Ruiz, dem damaligen Bischof von Ambato. Neun Jahre lang förderte er das weltliche Apostolat als Berater der katholischen Aktion und der christlichen Familienbewegung im Land.
Er begleitete Kardinal Carlos María de la Torre als Sekretär zum Konklave, in dem Papst Johannes XXIII. gewählt wurde, sowie zu allen vier Sitzungsperioden des Zweiten Vatikanischen Konzils.
Papst Paul VI. ernannte ihn am 5. Dezember 1968 zum Bischof von Latacunga. Der Apostolische Nuntius in Ecuador, Erzbischof Giovanni Ferrofino, spendete ihm am 12. Januar 1969 die Bischofsweihe; Mitkonsekratoren waren Pablo Muñoz Vega SJ, Erzbischof von Quito, und Bernardino Carlos Guillermo Honorato Echeverría Ruiz OFM, Bischof von Ambato. 
Papst Johannes Paul II. ernannte ihn am 6. August 1989 zum Bischof von Portoviejo. Der Papst erhob später das Bistum zum Erzbistum und somit wurde er der erste Erzbischof von Portoviejo. Am 6. August 2007 nahm Papst Benedikt XVI. seinen altersbedingten Rücktritt an.
José Mario Ruiz Navas war in verschiedenen Kommissionen der ecuadorianischen Bischofskonferenz tätig, deren Präsident er von 1993 bis 2002 war.
Er war bekannt für seine Unterstützung der Ärmsten und Jugend durch die Schaffung von Handwerkszentren und medizinischen Apotheken sowie durch Umwelthygieneprogramme sowie der Bildung von 110 Gruppen zur Förderung von Frauen. Er initiierte die Gründung von Radio Católica de Manabí und das Seminar von San Pedro. Er arbeitete zudem als Kolumnist für die Zeitung El Universo.
Ruiz Navas starb an den Folgen einer SARS-CoV-2-Infektion.